# Немет, Имре
Имре Немет (23 сентября 1917 — 18 августа 1989) — венгерский легкоатлет, который специализировался в метании молота. Чемпион олимпийских игр 1948 года с результатом 56,07 м. Также выиграл бронзовую медаль Олимпиады 1952 года, показав результат 57,74 м. Двенадцатикратный чемпион Венгрии. На чемпионате Европы 1946 года занял 4-е место, и 6-е место на чемпионате Европы 1954 года.
Его сын Миклош Немет — олимпийский чемпион 1976 года в метании копья.

## Мировые рекорды
- 14 июля 1948 года — 59,02 м
- 4 сентября 1949 — 59,57 м
- 19 мая 1950 года — 59,88 м